# Джекі Геррідо
Джекі Геррідо (англ. Jackie Guerrido; нар. 24 вересня 1972 р.), — пуерториканський телевізійний синоптик та журналістка Primer Impacto на Univision.

## Перші роки
Геррідо народилася і виросла в Сан-Хуані, Пуерто-Рико, де отримала початкову та середню освіту. За словами Геррідо, батько жорстоко поводився з її матір'ю, тому Геррідо та її сестра повинні були шукати притулку разом із матір'ю в «Casa Protegida Julia de Burgos», притулку для домашнього насильства в Сан-Хуані, коли їй було сім років.  Закінчивши середню школу, вона переїхала з родиною до сектору Бронкс у Нью-Йорку.

## Кар'єра
До того, як Геррідо працювала у ЗМІ, вона виявляла інтерес до інших напрямків роботи.
Геррідо запропонував позицію у ранковому шоу WSKQ «Ель Васілон де ла Маньяна»  («Гарні часи вранці») від продюсера, який почув, як вона робить озвучку. Незабаром вона отримала пропозицію від WRMA (106,7) у Маямі, яку вона прийняла.
Геррідо оселилася в Маямі, і вона приєдналася до радіокомпанії HBC, пропрацювавши рік у «Romance». Там їй надали можливість вести радіопрограму, відповідальну за трансляцію новин та стан дорожнього руху. Зрештою, їй дали власне музичне шоу в WRTO (98.3). Вона також влаштувалася на телебачення репортером трафіку WSCV, філії компанії Telemundo в Маямі, одночасно працюючи як на радіо, так і на телебаченні. 

### Синоптик
Univision звернула увагу на Геррідо і зробила їй пропозицію стати метеорологом Al Amanacer de Noticias 23 («Ранкові новини на 23 каналі») - ранкового шоу для флагманського шоу WLTV від Univision. Вона вивчала метеорологію в Університеті Маямі.
Протягом декількох років Геррідо представляла погоду на Деспієрта Америка («Прокинься Америка»), яка є однією з найпопулярніших телевізійних програм серед іспаномовної громади США. Вона також робила прогноз погоди для випуску газетного журналу Univision вдень Primer Impacto («Перший вплив») з Барбарою Бермудо. Навчалася журналістиці в Університеті Флориди. Починаючи з 9 січня 2017 року, вона є співведучою Primer Impacto разом з Памелою Сільвою Конде, замінивши давню ведучу Барбару Бермудо.

### Mira Quien Baila!  (2010)
У 2004 році Геррідо була названа «Послом доброї волі» параду в Пуерто-Рико, який відзначався в Нью-Йорку. Вона мати двох підлітків, Томаса та Адієні. 19 квітня 2008 року Джекі вийшла заміж за співака регетону Дона Омара в Пуерто-Рико.  У 2010 році Геррідо брала участь у програмі Mira Quien Baila!, реаліті-шоу, яке вийшло в ефірі Univision у США та є американською / іспаномовною версією «Танців із зірками».  Фінал шоу відбувся 21 листопада 2010 року, і Геррідо зайняла 2-е місце, загальним голосуванням, поступившись Вадхіру Дербезу. Геррідо було нагороджено 10 000 доларів США (США), які вона пожертвувала «Casa Protegida Julia de Burgos», притулку для домашнього насильства. 

### Фільмографія
У 2014 році Геррідо зіграла роль детектива у фільмі AWOL-72. 
| Рік      | Заголовок | Роль | Примітки        |
| -------- | --------- | ---- | --------------- |
| 2015 рік | AWOL-72   | Роуз | Прямий на відео |

## Особисте життя
У 2011 році вона розлучилася зі своїм чоловіком, Доном Омаром. 

## Приміти
1. ↑  Se le acaba la suerte a Jackie (Spanish) . El Nuevo Día. 21 листопада 2010. Архів оригіналу за 18 вересня 2012. Процитовано 6 травня 2021.
2. ↑  Fotos y Videos de la artista. Архів оригіналу за 19 березня 2008. Процитовано 11 серпня 2006.
3. ↑  Jackie Guerrido. Univision. Архів оригіналу за 21 червня 2009.
4. ↑  AWOL72. Архів оригіналу за 9 січня 2016. Процитовано 15 березня 2022.
5. ↑  Jackie Guerrido is Also an Actress. latingossip.com. Архів оригіналу за 22 вересня 2017.
6. ↑  Próximo el divorcio de Don Omar y Jackie Guerrido (Spanish) . El Nuevo Día. 20 грудня 2010. Архів оригіналу за 6 березня 2014. Процитовано 6 травня 2021.